# Jezioro Orchowskie
Jezioro Orchowskie – jezioro w Polsce, położone w województwie wielkopolskim, w powiecie słupeckim, w gminie Orchowo, niedaleko Orchowa, na obszarze Pojezierza Żnińsko-Mogileńskiego. 

## Dane morfometryczne
Jezioro o powierzchni 35,5 ha i głębokości do 12,2 m. Objętość wynosi 2015,7 tys. m³.